# SN 1978A
SN 1978A – supernowa typu II-pec odkryta 8 maja 1978 roku w galaktyce M-04-32-23. W momencie odkrycia miała maksymalną jasność 17,00m.